# BKV Előre SC
A BKV Előre Sportklub a BKV Zrt. budapesti sportegyesülete. Kajak-kenu, labdarúgó-, súlyemelő- és teke-szakosztályt működtet, labdarúgócsapata az NB III Keleti csoportban játszik.

## A labdarúgó-szakosztály története
A labdarúgó-szakosztály, 1912 nyarán alakult meg, az akkori Budapesti Közúti Vaspálya Társaság (BKVT) néhány tisztviselőjének kezdeményezésére. A két bordó-fehér színű felszerelést saját pénzből vásárolták.
Az első három év más hivatalok, elsősorban az Általános Hitelbank hasonló szervezetű tisztviselőivel lejátszott barátságos mérkőzésekkel telt. A bajnokságban először 1915-ben vettek részt. A Thököly és a Mexikói út kereszteződésénél felépült a BKVT sporttelepe, az úgynevezett „Nova pálya”, tulajdonosai az egyesületet a Hadibajnokság II. osztályába osztották be. 1918. szeptember 5-én a csapat új neve Budapesti Egyesített Városi Vasút Egyesülete (BEVVE) lett.
A Tanácsköztársaság után a támogatás hiánya, a villamosvasúti dolgozók helyzete miatt a szakosztály megszűnését eredményezte, a csapat az MLSZ bajnokságából is visszalépett. Az elkövetkezendő években az egyesület különböző díjmérkőzéseken vett részt, elsősorban a fővárosi üzemek részére kiírt polgármesteri serlegekért játszott.
1923. január 1-jével összevonta a különböző vasúttársaságokat BSZKRT néven. A labdarúgó-szakosztály erősödni kezdett. 1926-tól a bordó-fehér mez helyett már kék-sárga szerelésben játszik a csapat. 1928-ban megnyerték a bajnokságot. Az utánpótlás csapatok is számos első helyet szereztek.
1930-as években különböző nemzetközi találkozókon erdélyi (Nagyváradi AC, Nagyváradi Törekvés, Kolozsvári Universitatea), csehszlovákiai (Ungvár válogatottja, Komárom válogatottja, FC Komárom), osztrák (Strassenbachner VE Wien, FL Slovan Wien) és más csapatok legyőzésével szerzett a csapat nemzetközi sikereket.
A labdarúgó-szakosztálynak ebben az első aranykorszakában már nemcsak a vállalat tisztviselői szerepeltek a csapatban, de kalauzok, kocsivezetők, szerelők, pályamunkások is.
Az 1930/31-es bajnoki évben edzőmérkőzésen, 4:1-re verte a magyar profi válogatottat; legyőzte az Újpestet, a Nemzeti Bajnokságban szereplő Vasast, a Szegedet. Az amatőr csapatok közül ebben az esztendőben a BSZKRT SE szerepelt legtovább a Magyar Kupában.
A magyar labdarúgó sport átszervezése, az új rendszer kiírása a BSZKRT-ot is a Nemzeti bajnokság B. osztályába, a későbbi NBII-be sorolta. Az 1939/40-es évi bajnoki idényben sikerült az első osztályba jutniuk. A csoportbajnokságban harmadikok lettek az SBTC és a DiMÁVAG mögött. Az első osztályozón Diósgyőrött a DVSC ellen 2:1-es eredményt értek el, majd az MTK-pályán 5:2-re győztek a DiMÁVAG ellen, ami biztosította az első osztályba történő feljutást.
Az első osztályban a Latorca utcában 3:1-re győzött az Elektromos ellen. Legyőzték a WMFC-t, majd a Ferencváros ellen szerzett pontot. Az Újpest ellen egy góllal alulmaradt, a Haladást és a Kispestet legyőzte, 9 helyen zárta az őszi fordulókat, végül azonban kiesett a bajnokságból.
Az NBII Rákóczi csoportjában a bajnoki címért harcoltak, végül egy évvel később, mint az NBII Wesselényi csoport bajnoka, ismét az NBI-be került, ahonnan hamarosan ismét kiesett. A második világháború idején, a Hadibajnokságban szerepelt a BSZKRT.
1945-ben a csapatot a BLSZ I.-be sorolták be. A Budapest bajnokságban 3. helyen végeztek. Az 1945/46-os kétfordulós bajnokságban is ezt a helyezést ismételte meg.
Az NBII-ben az első évben 9., majd 3. helyen végeztek. Az 1948/49-es évben az NBII Keleti csoportjában bajnokságot nyerve ismét jogot szereztek az elsőosztályú szereplésre, az idény végén kiesett. A következő idényt mégis az első osztályban tölthette, mert a szakszervezetek ipari átszervezése következtében (MATEOSZ beolvasztása) ismét jogot nyert az élvonalhoz, Budapest Előre néven. 1951-től kezdődően három éven keresztül a II. osztály élcsoportjában szerepelt.
A három egyesület fúziójának következtében az NBII-es helyet a Budapest Törekvés foglalta el, míg az FVV Törekvés a BII osztályban küzdhetett a bajnoki pontokért. A szétválást követően megalakuló Előre SC labdarúgó-csapata az NBII-be nyert besorolást, és váltakozó sikerekkel egészen 1966-ig ott szerepelt.
Időközben számos nemzetközi mérkőzést(Jugoszlávia, Lengyelország stb.) játszott a csapat. 1969-től a BKV Előre SC 5 esztendeig szerepelt a második vonalban. 1970/71 végén kiesett az NBI/B-ből.
Az NBII-es szereplés egy évig tartott. Ezt követően egy év második vonal (NBI/B), majd ismét az NBII következett. A sportág átszervezése folytán 1974/75-ben a csapat az NBIII-ba került, két év bronzérem után megnyerte a bajnokságot. Az 1982/83-as bajnokságra ismét átszervezték a magyar labdarúgást. Ennek következtében a csapat a területi bajnokságba nyert besorolást. A Duna-, majd a Kőrös-, ezt követően a Mátra-csoportban történő szereplés után ismét a Duna csoport következett. 5 évig ebben a csoportban szerepelt a csapat.
1999-ben feljutottak a másodosztályba. 2001-ben bajnoki címet szereztek az NB I/B Keleti-csoportban, de az első osztályba való feljutást nem vállalták, elsősorban anyagi megfontolásból.
A 2002/03 idényben a 13. helyen végeztek, a Magyar Kupában legyőzték a Videotont, a Siófokot és csak az elődöntőben a Ferencváros tudott a Hungária körúton győzni 2-1-re. 2003-ban hetedik helyen végeztek a bajnokságban. A 2004/05-ös idényben a Magyar Kupában legyőzték a Győri ETO-t és az MTK-t.
2012. február 15-én a BKV Zrt. vezetősége arról értesítette a sportklubot, hogy megromlott anyagi helyzete miatt nem tudja tovább finanszírozni a tevékenységét, és ezért február végén megszünteti.
Végül sikerült végigjátszani a 2011-12-es szezont, ezután pedig a labdarúgó-szakosztály vezetőjének, Mátyás Tibornak köszönhetően az is eldőlt, hogy a 100 éves centenáriumát 2012. június 16-án ünneplő csapat helyzete stabilizálódott, megmenekült a megszűnéstől.

## Stadion
A BKV Előre Stadionja a VIII. kerületi Sport utcában található, az MTK Stadion tőszomszédságában. A befogadóképesség jelenleg nagyjából 2500 fő, egy nagy fedett főlelátóval rendelkezik, amelyet már az 1920-as években megépítettek. Néhány éve a főlelátóval szemben volt egy állóhelyi rész, ezt lebontották, és a helyén egy műfüves pálya épült.

## Híres játékosok
* a félkövérrel írt játékosok rendelkeznek felnőtt válogatottsággal.
- Márky Sándor
- Balogh Miklós
- Bíró Sándor
- Kovács Imre
- Kovács József
- Miklósi István
- Németh Antal
- Sternberg László
- Sütő Károly
- Szabó György
- Szalay Antal
- Zakariás József

## Eredmények

### Bajnoki győzelmek
- NB I : -
- NB I/B Keleti csoport : 2000-01
- NBII Wesselényi csoport : 1942-43
- NBII Déli csoport : 1948-49
- NBII Keleti csoport : 1971-72
- NBIII Délnyugati csoport : 1976-77
- NBIII Duna csoport : 1989-90
- BLSZ II. : 1928-29

### Élvonalbeliszereplései
- 1940-41 : 11.
- 1943-44 : 14.
- 1949-50 : 13.
- 1950 ősz: 14.

## Vezetőedzők
- Léhner Géza (194?–1951)
- Fenyvesi László (1951–1952)
- Szabó Péter (1953)
- Nádas Gábor (1954)
- Léhner Géza (1957–1958)
- Lőrincz Emil (1959–1960)
- Lázár Gyula (1960–1962)
- Miksovszky Zoltán (1962–1963)
- Kiss Gábor (1963)
- Fenyvesi László (1964–1965)
- Anda László (1965–1971)
- Nagyszalóki András (1971)
- Povázsai László (1972)
- Borbély András (1972–1973)
- Kiss János (1973–1974)
- Galgóczi Ottó (1974–1976)
- Borbély András (1976–1980)
- Mezei József (1980–1982)
- Anda László (1982–1987)
- Borbély András (1987–1989)
- Gergely Károly (1989–1992)
- Nagy László (1992–1994)
- Sárosi László (1994–1996)
- Fodor Imre (1996–1997)
- Haász Sándor (1997)
- Dajka László (1997–1998)
- Szabó György (1998)
- Dajka László (1998–2001)
- Pölöskei Gábor (2001)
- Urbányi István (2002)
- Disztl László (2002)
- Dajka László (2003)
- Krecska János (2004–2006)
- Rácz László (2006–2008)
- Gergely Károly (2008–2009)
- Cseh András megbízott (2009)
- Rácz László (2009)
- Soós Imre (2010–2011)
- Gálhidi György (2011)
- Szapor Gábor (2011–2012)
- Menczeles Iván (2012)
- Soós Imre (2013–2014)
- Menczeles Iván (2015–2016)
- Batári Csaba (2016–2018)
- Menczeles Iván (2018–2020)
- Gelei Károly (2020–2021)
- Albert Flórián (2021–2023)
- Balogh Béla (2023–)